# Viktor Klimenko (turner)
Viktor Jakovlevitsj Klimenko (Russisch: Виктор Яковлевич Клименко) (Moskou, 25 februari 1949) is een Sovjet-Russisch turner. 
Klimenko won tijdens de Olympische Zomerspelen 1968 de zilveren medaille in de landenwedstrijd en de bronzen medaille aan de brug.
Tijdens de wereldkampioenschappen turnen 1970 won Klimenko drie zilveren medailles.
Klimenko behaalde tijdens de Olympische Zomerspelen 1972 de gouden medaille op het paard voltige en de zilveren medaille in de landenwedstrijd en op sprong.
Klimenko zijn vrouw Larisa Petrik won tweemaal olympisch goud bij het turnen in 1968.

## Resultaten

### Olympische Zomerspelen
| Jaar | Plaats      | Resultaten                                                                            |
| ---- | ----------- | ------------------------------------------------------------------------------------- |
| 1968 | Mexico-stad | in de landenwedstrijd aan de brug 6e op het paard voltige 7e in de meerkamp           |
| 1972 | München     | op het paard voltige in de landenwedstrijd op sprong 4e aan de brug 6e in de meerkamp |

### Wereldkampioenschappen turnen
| Jaar | Plaats    | Resultaten                                           |
| ---- | --------- | ---------------------------------------------------- |
| 1970 | Ljubljana | op sprong · op paard voltige · in de landenwedstrijd |
| 1974 | Varna     | in de landenwedstrijd                                |

1896: Louis Zutter ·
1904: Anton Heida ·
1924: Josef Wilhelm ·
1928: Hermann Hänggi ·
1932: István Pelle ·
1936: Konrad Frey ·
1948: Paavo Aaltonen, Veikko Huhtanen, Heikki Savolainen ·
1952: Viktor Tsjoekarin ·
1956: Boris Sjachlin ·
1960: Eugen Ekman, Boris Sjachlin ·
1964: Miroslav Cerar ·
1968: Miroslav Cerar ·
1972: Viktor Klimenko ·
1976: Zoltán Magyar ·
1980: Zoltán Magyar ·
1984: Li Ning, Peter Vidmar ·
1988: Dmitri Bilozertsjev, Zsolt Borkai, Ljoebomir Geraskov ·
1992: Pae Gil-su, Vitali Tsjerbo ·
1996: Donghua Li ·
2000: Marius Urzică ·
2004: Teng Haibin ·
2008: Xiao Qin · 
2012: Krisztián Berki · 
2016: Max Whitlock · 
2020: Max Whitlock · 
2024: Rhys McClenaghan